# René Lohse
René Lohse, verh. Sachtler-Lohse (* 23. September 1973 in Ost-Berlin) ist ein ehemaliger deutscher Eiskunstläufer, der im Eistanz startete.

## Werdegang
René Lohse ist der Sohn von Michael und Alrun Lohse. Er hat einen Bruder namens Rico und eine Schwester namens Romy. In seiner Heimatstadt Berlin kam er mit vier Jahren zum Eiskunstlaufen, als er dafür, wie üblich in der DDR, im Kindergarten ausgesucht wurde. Lohse begann als Einzelläufer und wurde von Romy Kermer trainiert. 1983 wechselte er den Trainer und ging zu Jürgen Bertko.
Im Alter von 12 Jahren gab Lohse das Eiskunstlaufen für die Ausübung anderer Sportarten auf. Zwei Jahre später kehrte er zu seiner alten Sportart zurück und wurde von Kati Winkler gefragt, ob er ihr Eistanzpartner werden wolle. Lohse stimmte zu und so trainierten beide ab 1987 bei Knut Schubert, der eigentlich auf Paarläufer spezialisiert war. Nach dem Karriereende des besten Eistanzpaares aus der DDR, Annerose Baier und Eberhard Rüger, war die Eiskunstlaufdisziplin Eistanz in der DDR von 1971 bis 1989 von der Bildfläche verschwunden. In diesem Zeitraum wurden keine nationalen Meisterschaften im Eistanz abgehalten. Kati Winkler und René Lohse wurden bei der Wiedereinführung der Disziplin 1990 die letzten Eistanzmeister der DDR.

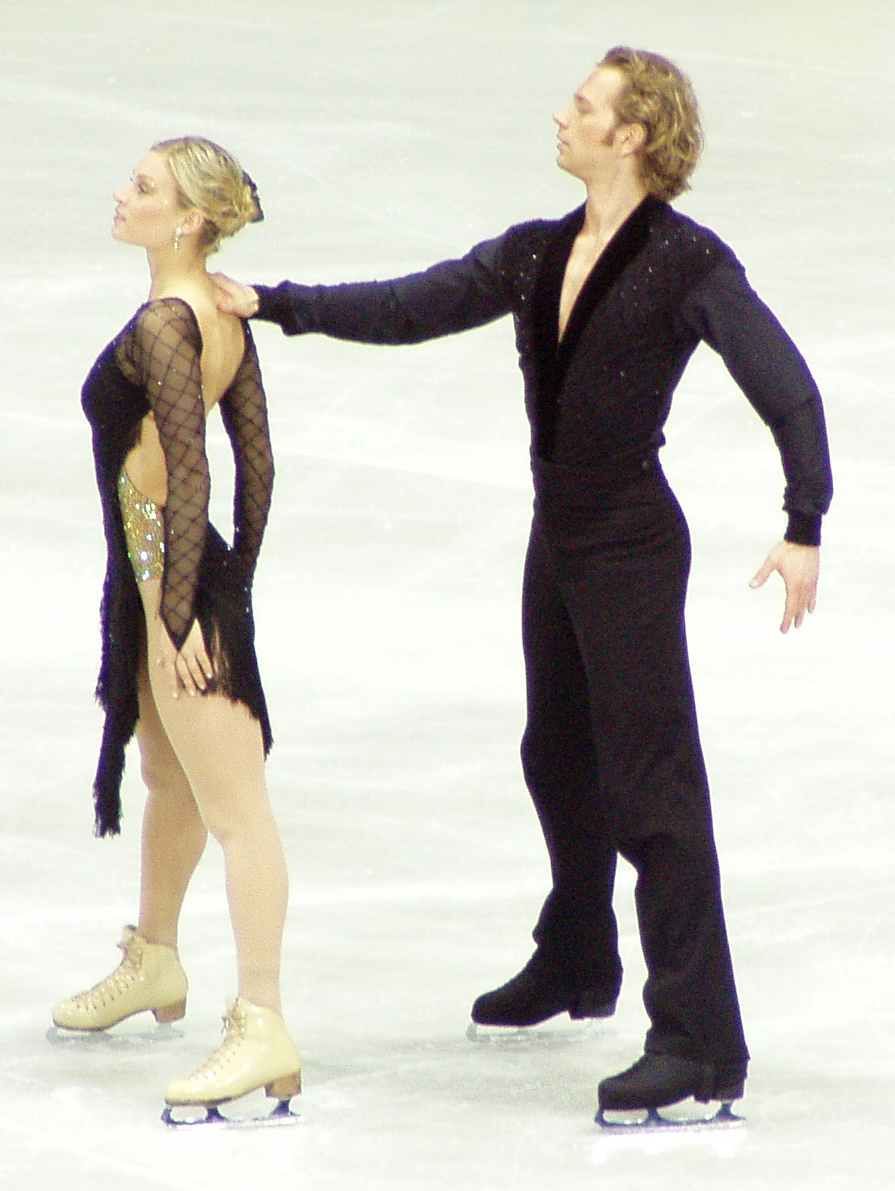
Kati Winkler und René Lohse bei der Weltmeisterschaft 2004 in Dortmund

1993 debütierten Winkler und Lohse bei Europameisterschaften und 1995 bei Weltmeisterschaften. 1996 wurden sie erstmals gesamtdeutsche Meister. Im selben Jahr gingen sie nach Oberstdorf zu Trainer Martin Skotnický. Sie starteten jedoch immer für den SC Berlin (früher SC Dynamo Berlin). Beide waren Zeitsoldaten und wurden von der Bundeswehr unterstützt. Ihre Choreografen waren Kelly Johnson, Marc Bogaerts und Werner Lipowsky.
1998 bestritten Winkler und Lohse ihre ersten Olympischen Spiele und beendeten sie auf dem zehnten Platz. Bei der Welt- und Europameisterschaft belegten sie jeweils den neunten Platz und waren damit in der erweiterten Weltspitze angekommen. In den nächsten vier Jahren zeigten sie kontinuierliche Leistungen bei Welt- und Europameisterschaften und erreichten Platzierungen von Rang fünf bis sieben. 2000 konnten sie sich als erste deutsche Eistänzer für das Grand-Prix-Finale qualifizieren. Dort wurden sie Fünfte. Bei ihren zweiten Olympischen Spielen belegten sie 2002 den achten Platz. Wenige Wochen zuvor hatte sich Lohse bei einem Trainingssturz am Knie verletzt. Im Sommer 2002 verletzte er sich erneut, als er in Oberstdorf einen Fahrradunfall hatte. Zwar erholte er sich wieder und qualifizierte sich mit seiner Eistanzpartnerin für das Grand-Prix-Finale, dieses mussten sie aber aufgrund einer Influenza bei Winkler und einer Muskelverletzung bei Lohse absagen. Wegen erneuter Bänderverletzungen in Lohses Knie verpassten sie die Weltmeisterschaft 2003 und die Europameisterschaft 2004. Gerade noch rechtzeitig wurde Lohse fit, um an der Weltmeisterschaft 2004 im eigenen Land, in Dortmund, teilnehmen zu können. Dort gewannen Kati Winkler und René Lohse die Bronzemedaille. Es war der größte Erfolg deutscher Eistänzer seit 1973 als Angelika und Erich Buck ihre letzte WM-Medaille gewonnen hatten. Neben den Bucks sind Winkler und Lohse die einzigen deutschen Eistänzer, die eine WM-Medaille erringen konnten. Nach ihrem Erfolg bei der Weltmeisterschaft beendeten Winkler und Lohse ihre Wettkampfkarriere.
René Lohse ist von Beruf Diplom-Sport- und Touristikmanager. Er arbeitet als Trainer in Berlin. Zu seinen Schülern gehören u. a. Carolina und Daniel Hermann.
Lohse ist mit der ehemaligen Eiskunstläuferin und jetzigen Trainerin Anne Sachtler verheiratet. Im Mai 2011 kam ihr gemeinsamer Sohn zur Welt.

## Ergebnisse

### Eistanz
(mit Kati Winkler)
| Meisterschaft / Jahr           | 1990  | 1991  | 1992  | 1993  | 1994  | 1995  | 1996  | 1997  | 1998  | 1999  | 2000  | 2001  | 2002  | 2003  | 2004  |
| ------------------------------ | ----- | ----- | ----- | ----- | ----- | ----- | ----- | ----- | ----- | ----- | ----- | ----- | ----- | ----- | ----- |
| Olympische Winterspiele        |       |       |       |       |       |       |       |       | 10.   |       |       |       | 8.    |       |       |
| Weltmeisterschaften            |       |       |       |       |       | 19.   | 13.   | 12.   | 9.    | 7.    | 6.    | 7.    | 7.    |       | 3.    |
| Europameisterschaften          |       |       |       | 16.   |       | 15.   | 9.    |       | 9.    | 6.    | 5.    | 6.    |       | 5.    |       |
| Juniorenweltmeisterschaften    |       | 15.   | 8.    |       |       |       |       |       |       |       |       |       |       |       |       |
| Deutsche Meisterschaften       |       |       | 2.    | 2.    | 3.    | 2.    | 1.    |       | 1.    | 1.    | 1.    |       |       | 1.    | 1.    |
| DDR-Meisterschaften            | 1.    |       |       |       |       |       |       |       |       |       |       |       |       |       |       |
| –                              |       |       |       |       |       |       |       |       |       |       |       |       |       |       |       |
| Grand-Prix-Wettbewerb / Saison | 89/90 | 90/91 | 91/92 | 92/93 | 93/94 | 94/95 | 95/96 | 96/97 | 97/98 | 98/99 | 99/00 | 00/01 | 01/02 | 02/03 | 03/04 |
| Grand-Prix-Finale              |       |       |       |       |       |       |       |       |       |       |       | 5.    |       |       |       |
| Skate America                  |       |       |       |       |       | 4.    | 7.    | 6.    |       |       | 4.    |       |       |       |       |
| Skate Canada                   |       |       |       |       |       |       | 9.    |       |       |       |       |       |       |       |       |
| Cup of Russia                  |       |       |       |       |       |       |       |       |       |       |       |       |       | 4.    | 4.    |
| NHK Trophy                     |       |       |       |       |       |       |       |       |       | 4.    |       | 3.    |       | 2.    | 4.    |
| Trophée Lalique                |       |       |       |       |       |       |       | 5.    |       |       |       | 3.    |       |       |       |
| Nations Cup                    |       |       |       |       | 9.    | 6.    | 6.    | 7.    | 5.    | 3.    | 2.    | 4.    |       | 3.    | 2.    |